# شرايين تاجية
الشرايين التاجية (بالإنجليزية: Coronary arteries)‏ هي شرايين الدورة الدموية التاجية التي تنقل الدم إلى عضلة القلب. وهي تتكون أساسا من الشريان التاجي الأيسر والشريان التاجي الأيمن التي يتفرع كل منهما بعد ذلك.
ينشأ الشريان التاجي الأيسر من الشريان الأبهر فوق الطرف الأيسر للصمام الأورطي ويغذي الدم دخولاً إلى الجانب الأيسر من القلب. يتفرع الشريان التاجي الأيسر إلى شريانين وأحيانا إلى شريان ثالث يُعرف باسم الفرع أو الشريان المتوسط (بالإنجليزية: ramus or intermediate artery)‏.
ينبع الشريان التاجي الأيمن من فوق الطرف الأيمن للصمام الأبهري وينتقل إلى التلم التاجي الأيمن، نحو صليب القلب.
يوجد أيضا الشريان المخروطي (بالإنجليزية: conus artery)‏، والذي يتواجد فقط في حوالي 45 في المائة من الناس، والذي قد يوفر ضمانات تدفق الدم إلى القلب عند انسداد «الفرع الأمامي بين البطينين للشريان التاجي الأيسر» (بالإنجليزية: Anterior interventricular branch of left coronary artery)‏.

## الأهمية السريرية
يمكن لتصلب الشرايين أو للتصلب العصيدي أو لكليهما معا، أن يسببا انسداد خطيراً واحداً أو أكثر للشرايين التاجية أو لفروعها. يمكن إجراء جراحة فتح المجرى الجانبي للشريان التاجي لتجاوز الانسداد.
يمكن أن تنقبض الشرايين التاجية استجابة للمؤثرات المختلفة، ومعظمها مؤثرات كيميائية، ويُعرف هذا باسم المنعكس التاجي.
وهناك أيضا حالة نادرة تعرف باسم: التسلخ التلقائي للشريان التاجي.

## أصل اسم الكلمة
كلمة كورونا اللاتينية تعنى: «ولي العهد»، من اليونانية القديمة κορώνη: (korōnè ، «الطوق، إكليل الزهور»).

## صور إضافية

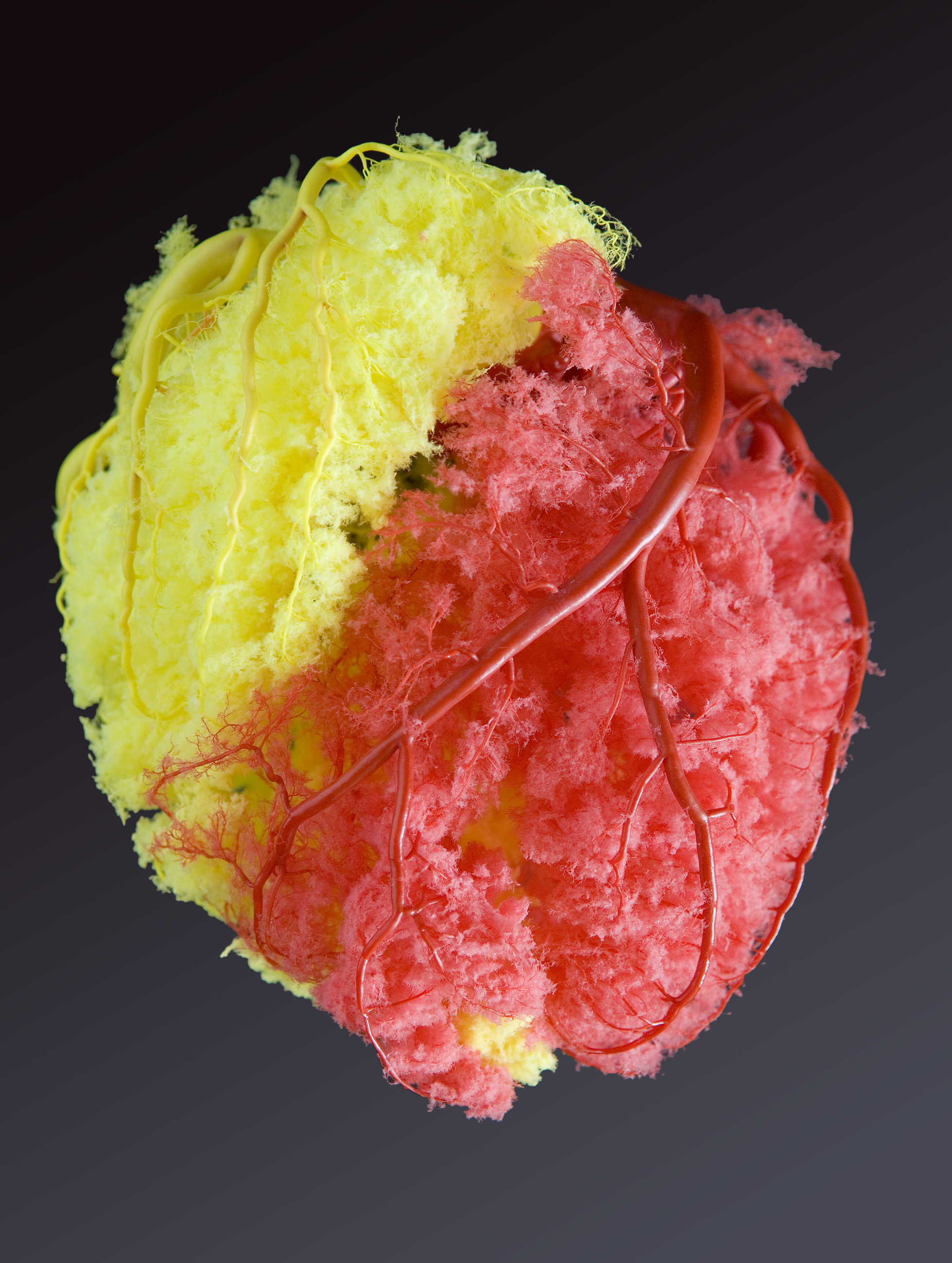
شكل الشرايين التاجية. الأيمن: بالأصفر، الأيسر: بالأحمر.